# گروه ذی‌نفوذ
گروه ذی‌نفوذ (به انگلیسی: advocacy group) از جملهٔ نهادهای مدنی هستند شامل گروهی از افراد یا سازمان‌هایی که با تحت فشار قرار دادن مقامات حکومتی یا بخشی از آنها با اتخاذ تدابیر گوناگون برای کسب منافع خود مبارزه می‌کنند. گروه‌های فشار برای موفقیت احتیاج به کسب پشتوانه‌های مردمی و اجتماعی دارند.
فعالیت‌های گروه‌های فشار بر خلاف احزاب معطوف به کسب قدرت نیست ولی قدرت را به هر طرفی که بخواهند می‌کشانند. اعمال فشار بر قدرت عمومی جهت اثرگذاری بر تصمیمات مقامات حکومتی به نفع خود اشکال منفی دارد.
گروه فشار را واحدی جمعی (متشکل از چندین نفر) با دیدگاه‌ها و منافع مشترک که برای نیل به هدف‌های خود بر سایر گروه‌ها اعمال فشار می‌کند. گروه‌های فشار با توجه به ماهیت خود (گروه‌های سیاسی یا دارای نفوذ)، وسایل مورد استفاده (افکار عمومی یا تبلیغات منفی)، شیوه‌های عمل (تهدید یا خرابکاری) و شکل‌هایی از قدرت که در اختیار دارند از یکدیگر متمایز می‌شوند.